# 杖头线

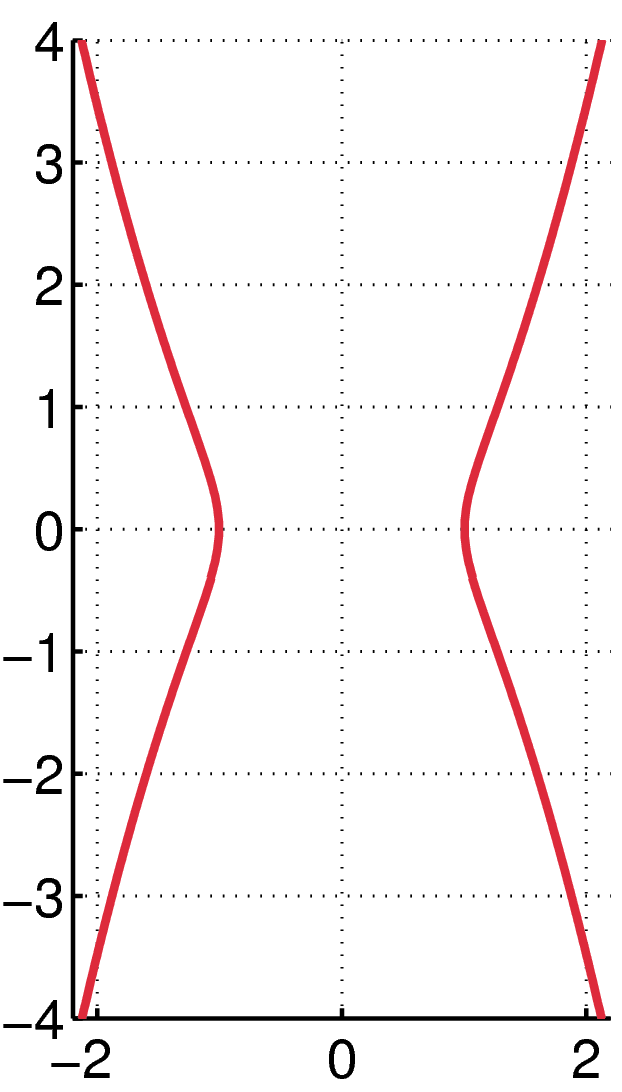
杖头线的圖，a = 1

杖头线（Kampyle of Eudoxus）是笛卡儿坐标系方程如下的曲線
{\displaystyle x^{4}=a^{2}(x^{2}+y^{2}),}
但不包括x = y = 0的解。

## 另一種表示法
在極座標下，杖头线的方程如下
{\displaystyle r=a\sec ^{2}\theta .}
其參數式為
{\displaystyle x=a\sec(t),\quad y=a\tan(t)\sec(t).}

## 歷史
希臘天文學家及數學家歐多克索斯（c. 408 BC – c.347 BC）有研究此一四次曲線，和求解經典的倍立方問題有關。

## 性質
杖头线對X軸及Y軸對稱，和X軸交點為(±a,0)，其拐点在
{\displaystyle \left(\pm a{\frac {\sqrt {6}}{2}},\pm a{\frac {\sqrt {3}}{2}}\right)}
（四個拐点，每個象限各一個）。曲線上半部在{\displaystyle x\to \infty }時漸近{\displaystyle x^{2}/a-a/2} as {\displaystyle x\to \infty }，可以寫成
{\displaystyle y={\frac {x^{2}}{a}}{\sqrt {1-{\frac {a^{2}}{x^{2}}}}}={\frac {x^{2}}{a}}-{\frac {a}{2}}\sum _{n=0}^{\infty }C_{n}\left({\frac {a}{2x}}\right)^{2n},}
其中
{\displaystyle C_{n}={\frac {1}{n+1}}{\binom {2n}{n}}}
是第{\displaystyle n}個卡塔兰数。

## 外部連結
- 約翰·J·奧康納; 埃德蒙·F·羅伯遜, ,  （英语）
- 埃里克·韦斯坦因. . MathWorld.